# Isabela Orleánsko-Braganzská
Isabela Orleánsko-Braganzská (Isabelle Marie Amélie Louise Victoire Thérèse Jeanne; 13. srpna 1911 Eu – 5. července 2003 Paříž) byla členkou rodu Orleáns-Braganza a manželkou orleánistického pretendenta francouzského trůnu, hraběte Jindřicha Pařížského.

## Život
Nejstarší dcera Petra de Alcântara Orleánsko-Braganzského a jeho manželky Alžběty Dobřenské z Dobřenic Isabela, se narodila v pavilónu Château d'Eu v Normandii. Pokřtěna byla po babičce z otcovy strany, Isabele Brazilské, která byla starší dcerou a dědičkou brazilského císaře Petra II.
V roce 1891 se stal Petr de Alcântara pro monarchisty brazilským císařským princem a jeho matka pretendentem; stalo se tak po smrti císaře v exilu. V roce 1908 se za přítomnost svých rodičů oženil s českou šlechtičnou, ačkoli jeho matka, jakožto hlava císařské rodiny v exilu, nedala ke sňatku souhlas. Její otec Petr se následně vzdal nástupnických práv pro sebe a své budoucí potomky na zrušený brazilský trůn. Její otec byl zároveň po svém otci členem rodu Orléans a směl on i jeho potomci nadále užívat titul princ/princezna z Orléans-Braganza.
Po smrti prarodičů z matčiny strany se Isabelini rodiče přestěhovali z Pavillon des Ministres v areálu hradu do hlavní budovy zámku Chateau d'Eu a zimní měsíce trávili v městském domě v Boulogne-Billancourt. V roce 1924 dal bratranec jejího otce, princ Adam Karel Czartoryski, rodině k dispozici byty v palácovém Hôtelu Lambert na Île Saint-Louis, kde se Isabela a její sourozenci věnovali studiu. Rodina však hodně cestovala. Velká část Isabelina raného mládí byla věnována návštěvám příbuzných z matčiny strany na zámku v Chotěboři v Čechách, v Attersee v Rakousku a v Gołuchówě v Polsku. Se svým otcem Isabela navštívila Neapol, Konstantinopol, Rhodos, Smyrnu, Libanon, Sýrii, Káhiru, Palestinu a Jeruzalém.
V roce 1920 Brazílie zrušila zákon vyhoštění proti své bývalé dynastii a vyzvala její členy, aby přivezli ostatky císaře Petra II. do Brazílie, Isabelin dědeček z otcovy strany cestou do Brazílie zemřel na moři. Po každoročních návštěvách v následujícím desetiletí se Isabelini rodiče rozhodli natrvalo se usadit v Petrópolis, kde Isabela navštěvovala denní školu v Notre-Dame-de-Sion, zatímco se rodina usadila ve starém císařském paláci Grão Pará. Do té doby byla Isabela soukromě vzdělávána řadou vychovatelek a vychovatelů.

### Manželství a potomci

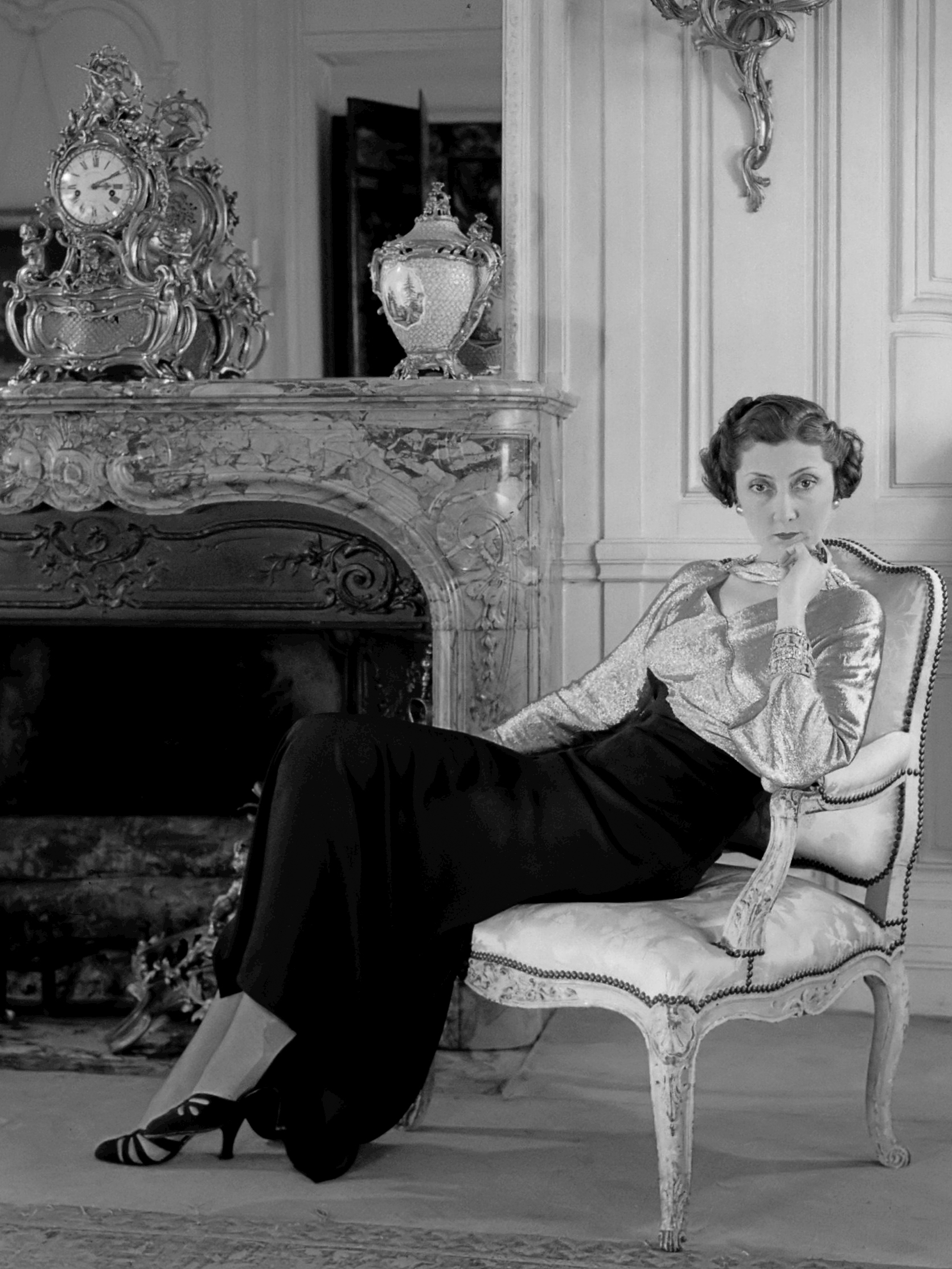
Isabela, pařížská hraběnka (1936)

Isabela byla spřízněná s oběma rodiči svého budoucího manžela a poprvé se s mladým princem Jindřichem Orleánským setkala v roce 1920 v domě vévodkyně ze Chartres. V létě roku 1923 byl Jindřich hostem v domě jejích rodičů v Chateau d'Eu; tehdy se dvanáctiletá Isabela rozhodla, že si ho jednoho dne vezme. Na svatbě své sestry Anny s vévodou z Aosty v Neapoli v roce 1927 si jí však zjevně nevšiml. Během návštěvy jeho rodičovského domu, Manoir d'Anjou v Bruselu, o Velikonocích v roce 1928, začal princ Jindřich Orleánský o Isabelu projevovat zájem, který se prohloubil na rodinném setkání v červenci 1929.
Jindřich Isabelu požádal o ruku 10. srpna 1930 při lovu na panství Dobřenských v Chotěboři. Pár tajil své zasnoubení až do rodinného setkání v Attersee později v létě, ale vévoda de Guise je donutil s oficiálním oznámením zasnoubení počkat, než Jindřich dokončí studium na univerzitě v Lovani, k čemuž došlo 28. prosince 1930.
8. dubna 1931 se v katedrále v Palermu, na Sicílii, devatenáctiletá Isabela provdala za o tři roky staršího Jindřicha, hraběte Pařížského. Svatba se konala na Sicílii, protože zákon o vyhoštění proti dědicům bývalých francouzských dynastií ještě nebyl zrušen. Obě rodiny si vybraly Palermo, protože Isabelina rodina tam měla palác, který byl místem tří dřívějších královských svateb.
Svatba vedla k několika monarchistickým demonstracím a cestu vedoucí ke katedrále lemovaly stovky návštěvníků z Francie, kteří považovali Jindřicha za právoplatného následníka francouzského trůnu. Byl uvítán takovými výkřiky jako "Vive le roi, Vive la France" spolu s dalšími monarchistickými výkřiky a písněmi. K těmto příznivcům se přidali členové rodin ženicha i nevěsty spolu se zástupci dalších královských dynastií.
V roce 1940 se stal Jindřich uchazečem o francouzský trůn.
V roce 1947 se rodina Jindřicha a Isabely usadila v Quinta do Anjinho ve městě Sintra na portugalské riviéře.
Manželé spolu měli jedenáct dětí:
- Isabela Marie Laura Viktorie (8. dubna 1932), provdána za hraběte Fridricha z Schönborn-Buchheim
- Jindřich Filip Petr Marie (14. června 1933 – 21. ledna 2019), oženil se s vévodkyní Marií Terezou Württemberskou
- Helena Astrid Leopoldina Marie (17. září 1934), provdána za hraběte Evrarda z Limburg-Stirum
- František Gaston Michal Marie (15. srpna 1935 – 11. října 1960), zemřel v Alžírsku v boji za Francii.
- Anna Markéta Brigita Marie (4. prosince 1938), provdána za infanta Karla, vévodu z Kalábrie
- Diana Františka Marie da Gloria (24. března 1940), provdána za Karla, vévodu z Württembergu
- Michal Josef Benoît Marie (25. června 1941), oženil se s Béatrice Pasquier de Franclieu
- Jakub Jan Jaroslav Marie (25. června 1941), oženil se s Gersende de Sabran-Pontevès
- Klaudie Marie Anežka Kateřina (11. prosince 1943), provdána za prince Amadea Savojského, vévodu z Aosty
- Jana de Chantal Alice Klotilda Marie (9. ledna 1946), provdána za barona François Xaviera de Sambucy de Sorgue
- Thibaut Ludvík Denis Humbert (20. ledna 1948 – 23. března 1983), oženil se s Marion Mercedes Gordon-Orr

Princezna Isabela, zvaná Madame, a její manžel užívali francouzský královský erb. Isabelin manžel zemřel 19. června 1999 ve věku 90 let, Isabela jej přežila o čtyři roky a zemřela 5. července 2003 ve věku 91 let v Paříži.